# Ana Maria Lajusticia
Ana María  Lajusticia Bergasa (Bilbao, 26 de julio de 1924-Barcelona, 7 de noviembre de 2024) fue una química española creadora de un negocio de distribución de productos dietéticos en torno al magnesio, en el estudio y análisis de la nutrición apoyándose en la química y la bioquímica. 

## Biografía
Hija de Jesús Lajusticia Alonso y Delfina Bergasa Goyenechea, su infancia feliz se vio truncada por la guerra civil (1936-1939). Tras el fallecimiento de su padre en 1937, sintió la necesidad de ser buena estudiante y así poder contribuir a la economía familiar de la que entonces había tomado las riendas un tío materno. Con 15 años se trasladó con su familia a Madrid, donde estudió bachillerato y, en el curso 1941-42, influenciada por su abuela, se incorporó a la carrera de química. En 1948 se fue a vivir a la provincia de Gerona, ya que allí encontró trabajo en las Minas de Osor,y conoció a su futuro marido.
Según cuenta ella con 43 años le fue diagnosticada una diabetes tipo II. Llegó a la conclusión de que su alimentación era muy deficiente. Carecía de aportes proteicos y vitamina C, se excedía en el consumo de hidratos de carbono y las verduras que consumía eran pobres en magnesio.
Mediante un cambio en la dieta y un incremento significativo de aportación de magnesio presuntamente su vida cambió. Con 52 años pudo dejar de usar el corsé de varillas que llevó durante 21 años a raíz de su artrosis severa y tuvo que enfrentarse a las consecuencias de la atonía muscular que ese andamio artificial había provocado en su espalda. Su supuesta curación, convirtió a la vasca en el paladín de la causa del magnesio y de otros elementos que asegura ser beneficiosos para la salud a pesar de no poseer ninguna evidencia científica.
Fue entonces, en 1980, que creó su propia marca de complementos alimenticios con su nombre e imagen, con el objetivo de acercar a todas las personas aquellos suplementos.
A principios de los 80, acudió al programa de debate 'La clave', presentado por José Luis Balbín en La 2 de TVE. En aquella tertulia, el médico y nutricionista Francisco Grande Covián, trató de dejarla en evidencia. Covián, que tras su paso por Estados Unidos ganó influencia sobre temas de la nutrición, la llamó en un libro posterior "indocumentada e irresponsable".
Sus conocimientos teóricos y prácticos, llevaron a Ana María Lajusticia a escribir su primera obra ‘La alimentación equilibrada en la vida moderna’. Ha publicado doce libros, entre los que destaca ‘El Magnesio, clave para la salud’, ‘La artrosis y su solución’, ‘Dietas a la carta’, ‘Los problemas del adulto’, ‘Alimentación y Rendimiento Intelectual’, ‘Colesterol y Triglicéridos’.
De entre los libros publicados, destaca su primer libro editado en 1979 ‘El Magnesio, clave para la salud’, best seller de la época, traducido al francés, alemán, holandés, polaco, checo, inglés y chino, y del que en el mismo año se llegaron a hacer siete ediciones.[cita requerida]
Falleció en Barcelona el 7 de noviembre de 2024.

## Premios y reconocimientos
- Premio Muncunill como reconocimiento al esfuerzo innovador, en 2018.[12]
- Insignia de oro y brillante, Asociación de Químicos e Ingenieros Químicos de Madrid, en 2021[13]
- Premio de Honor del Jurado a la trayectoria profesional en los We Leadership de Women Evolution, en 2019[14]

## Obras y publicaciones
- La alimentación equilibrada en la vida moderna.[15]
- La artrosis y su solución.
- El Magnesio, clave para la salud.[16]
- Contestando a sus preguntas sobre el magnesio.
- Dietas a la carta.
- Alimentación y rendimiento intelectual.
- Colesterol, triglicéridos y su control.
- Vencer la osteoporosis.
- La respuesta está en el colágeno.
- El magnesio en el deporte.